# Podróż apostolska Jana Pawła II do Bangladeszu, Singapuru, Fidżi, Nowej Zelandii, Australii i na Seszele
32. podróż apostolska Jana Pawła II – odbyła się w dniach 18 listopada – 1 grudnia 1986 roku. Papież odwiedził Bangladesz, Singapur, Fidżi, Nową Zelandię, Australię oraz Seszele.
Najdłuższa pielgrzymka papieża Jana Pawła II trwająca 13 dni, 6 godzin, 15 minut. Papież przebył około 49 000 km, na pokładzie samolotu spędził 70 godzin.
Głównym celem wizyty były w Australii pielgrzymka śladami Pawła VI jako „pielgrzym, pasterz, brat i pielgrzym”, w Bangladeszu zachęcenie do większego zaangażowania w dialog ekumeniczny, natomiast na Fidżi, Nowej Zelandii, Seszelach oraz Singapurze odwiedziny lokalnej wspólnoty kościelnej.

## Program pielgrzymki
Przebieg pielgrzymki był następujący:

### 18 listopada
- ponad 9 godzinny lot z Rzymu do Dhaki[9]

### 19 listopada
- powitanie przez pronuncjusza apostolskiego Luigiego Accogliego oraz arcybiskupa Dhaki Michaela Rozario na lotnisku w Dhace[10]
- powitanie przez bengalskich biskupów, prezydenta Bangladeszu Hossaina Mohammada Ershada, członków rządu oraz korpus dyplomatyczny w salonie reprezentacyjnym lotniska w Dhace[10]
- msza z udziałem 50 000 osób, podczas której został udzielony sakrament święceń 18 diakonom na stadionie Armii Bangladeszu w Dhace
- złożenie kwiatów oraz zasadzenie pamiątkowego drzewka magnolii przy Narodowym Pomniku ku czci Bohaterów (Jatiyo Smriti Soudho) w Sabhar
- spotkanie z udziałem 6000 osób (przywódców religii chrześcijańskich i niechrześcijańskich, duchownych, alumnów oraz świeckich na dziedzińcu pałacu arcybiskupa Dhaki
- wizyta w siedzibie prezydenta Bangladeszu Hossaina Mohammada Ershada w Dhace
- spotkanie z władzami miasta i przekazanie kluczy do miasta
- spotkanie z czterema biskupami Bangladeszu
- spotkanie z delegacją biskupów Birmy w siedzibie nuncjusza apostolskiego w Dhace

### 20 listopada
- pożegnanie z udziałem prezydenta Bangladeszu Hossaina Mohammada Ershada na lotnisku w Dhace
- powitanie przez arcybiskupa Singapuru Gregory’ego Yonga, pronuncjusza apostolskiego Renato Raffaele Martino oraz ministra komunikacji i technologii informacyjnej i drugiego ministra obrony Yeo Ninga Honga na lotnisku w Singapurze[11]
- spotkanie z prezydentem Singapuru Wee Kimem Wee i premierem Singapuru Lee Kuanem Yewem w pałacu Istana w Singapurze[11]
- msza z udziałem 70 000 osób koncelebrowana przez 50 biskupów i księży w wielu krajów azjatyckich na Stadion Narodowy w Singapurze
- wylot z lotniska Singapur-Changi

### 21 listopada
- powitanie przez premiera Fidżi Kamisese Mara i gubernatora generalnego Fidżi Penaia Ganilau na lotnisku w Suva[12]
- spotkanie z gubernatorem generalnym Fidżi Penaia Ganilau w Suva
- powitanie według tradycyjnego rytu z udziałem przywódców plemiennych na stadionie Albert Park w Suva[12]
- spotkanie z 20 przywódcami religijnymi w Suva
- msza z udziałem 20 000 osób[12] na stadionie Albert Park w Suva
- spotkanie z członkami Konferencji Episkopatu Pacyfiku w kaplicy seminarium duchownego w Suva

### 22 listopada
- spotkanie z młodzieżą na lotnisku w Nadi
- wylot z lotniska w Nadi
- powitanie przez przewodniczącego Konferencji Episkopatu Nowej Zelandii Thomasa Stafforda Williamsa, ordynariusz diecezji Auckland biskupa Denisa Browne oraz gubernatora generalnego Nowej Zelandii Paula Reevesa na lotnisku w Auckland
- powitanie według tradycyjnego rytu przez Maorysów w parku Auckland Domain w Auckland
- msza z udziałem 50 000 osób[13] w parku Auckland Domain w Auckland
- powitanie przez arcybiskupa Wellington Thomasa Stafforda Williamsa na lotnisku w Wellington

### 23 listopada
- spotkanie z przedstawicielami opozycji w siedzibie nuncjusza apostolskiego w Wellington
- spotkanie z korpusem dyplomatycznym w siedzibie nuncjusza apostolskiego w Wellington
- spotkanie z premierem Nowej Zelandii Davidem Lange w siedzibie nuncjusza apostolskiego w Wellington
- wizyta u gubernatora generalnego Nowej Zelandii Paula Reevesa w Wellington
- msza z udziałem 25 000 osób[14] na boisku do rugby Athletic Park w Wellington
- spotkanie z osobami chorymi, niepełnosprawnymi i starymi w ośrodku sportowym w Athletic Park w Wellington
- spotkanie z 8 biskupami nowozelandzkimi (4 biskupami ordynariuszami i 2 biskupami emerytami) w siedzibie nuncjusza apostolskiego w Wellington

### 24 listopada
- spotkanie ekumeniczne w katedrze Najświętszego Sakramentu w Christchurch
- msza z udziałem 40 000 osób na stadionie Lancaster Park w Christchurch
- ceremonia pożegnalna na lotnisku w Christchurch
- powitanie przez Francisa Patricka Carrolla[15], gubernatora generalnego Australii Niniana Stephena oraz premiera Australii Boba Hawke[16] na lotnisku w Canberze
- msza z udziałem 100 000 osób na terenach wystawowych National Exhibition Park w Canberze
- spotkanie z premierem Australii Bobem Hawke i parlamentem australijskim w Old Parliament House w Canberze

### 25 listopada
- spotkanie z korpusem dyplomatycznym w siedzibie nuncjusza apostolskiego w Canberze
- msza z udziałem 70 000 osób na stadionie w Queen Elizabeth II Jubilee Sports Centre w Brisbane
- pozdrowienie 10 000 osób zgromadzonych na placu św. Jerzego z balkonu budynku zarządu miasta w Canberze
- spotkanie z chorymi i niepełnosprawnymi w Queen Elizabeth II Jubilee Sports Centre w Brisbane
- spotkanie z przedstawicielami społecznych środków przekazu pracujących przy w obsłudze pielgrzymki w sali budynku Queen Elizabeth II Jubilee Sports Centre w Brisbane
- spotkanie z 30 000 młodych osób na Sydney Cricket Ground w Sydney

### 26 listopada
- spotkanie z przedstawicielami wspólnoty żydowskiej w Sydney
- wizyta w zakładach metalurgicznych Transfield zatrudniających 2500 osób w Sydney
- spotkanie z 2.500 zakonnic i zakonników w Sydney Opera House w Sydney
- wizyta w katedrze Najświętszej Maryi Panny w Sydney
- spotkanie z członkami Konferencji Episkopatu Australii w krypcie katedry Najświętszej Maryi Panny w Sydney
- spotkanie z 2000 studentów i pracowników na wewnętrznym dziedzińcu Quadangle Uniwersytetu w Sydney
- msza z udziałem 300 000 osób, koncelebrowana z 40 biskupami i 650 kapłanami, na Hipodromie Randwick w Sydney

### 27 listopada
- wizyta w ośrodku przygotowania zawodowego dla młodzieży bezrobotnej Wilson Training Center w Hobart
- msza z udziałem 25 000 osób na Hipodromie Elwick w Hobart
- uroczyste powitanie przez mieszkańców na lotnisku w Melbourne
- wizyta w anglikańskiej katedrze św. Pawła w Melbourne
- nabożeństwo ekumeniczne z udziałem anglikanów, prawosławnych, baptystów, luteran oraz ormian na stadionie Melbourne Cricket Ground w Melbourne

### 28 listopada
- spotkanie ze studentami i wykładowcami wyższych szkół katolickich w Melbourne
- spotkanie z alumnami i kapłanami w katedrze św. Patryka w Melbourne
- msza z udziałem 200 000 osób, koncelebrowana z 20 biskupami i 400 kapłanami, na hipodromie Flemington w Melbourne
- spotkanie z klasą dziesięciolatków ze szkoły podstawowej im. Leona I Wielki[17]
- wizyta na oddziale wcześniaków szpitala położniczego Miłosierdzia Bożego w Melbourne
- spotkanie z pacjentami i personelem szpitala położniczego Miłosierdzia Bożego w Melbourne
- spotkanie z 40.000 osobami pochodzenia polskiego na stadionie Melbourne Cricket Ground w Melbourne

### 29 listopada
- radiowa rozmowa z trojgiem dzieci ze School of the Air (szkoły prowadzącej lekcje przez radio) w Katherine[18] podczas lotu z Melbourne do Darwin
- radiowe pozdrowienie dla pracowników Royal Flying Doctor Service of Australia (|lotniczego pogotowia ratunkowego) podczas lotu z Melbourne do Darwin
- ceremonia powitania na lotnisku w Darwin
- msza z udziałem 20 000 osób na stadionie w Darwin
- spotkanie z grupą wspólnot neokatechumenalnych w Darwin
- spotkanie z Aborygenami australijskimi oraz Melanezyjczykami z Wysp w Cieśninie Torresa[18] w Alice Springs
- powitanie przez mieszkańców na lotnisku w Adelajdzie
- spotkanie z burmistrzem w siedzibie zarządu miasta w Adelajdzie
- pozdrowienie, w otoczeniu dziesięciorga dzieci, mieszkańców z balkonu budynku zarządu miasta w Adelajdzie

### 30 listopada
- spotkanie z rolnikami oraz pracownikami przemysłu rolniczego w Adelaide Festival Centre w Adelajdzie
- msza z udziałem 140 000 osób, koncelebrowana z 20 biskupami i 180 kapłanami, na hipodromie Victoria Park w Adelajdzie
- msza z udziałem 80 000 osób, koncelebrowana z 20 biskupami i 180 kapłanami, na torze hipodromie Belmont Park w Perth
- spotkanie ze podopiecznymi domu starców prowadzonym przez Małe siostry Jezusa w Perth
- inauguracja działalności Katolickiego Centrum Wychowawczego w Perth
- orędzie do młodzieży całego świata z okazji II Światowego Dnia Młodzieży

### 1 grudnia
- ceremonia pożegnalna z udziałem premiera Australii Boba Hawke na lotnisku w Perth
- msza z udziałem 10 000 osób[19], koncelebrowana z 30 miejscowymi kapłanami, na stadionie w Victorii
- spotkanie z prezydentem Seszeli France-Albertem René oraz członkami rządu w siedzibie prezydenta Seszeli w Victorii
- ceremonia pożegnalna na lotnisku w Victorii